# Leopold von Pebal

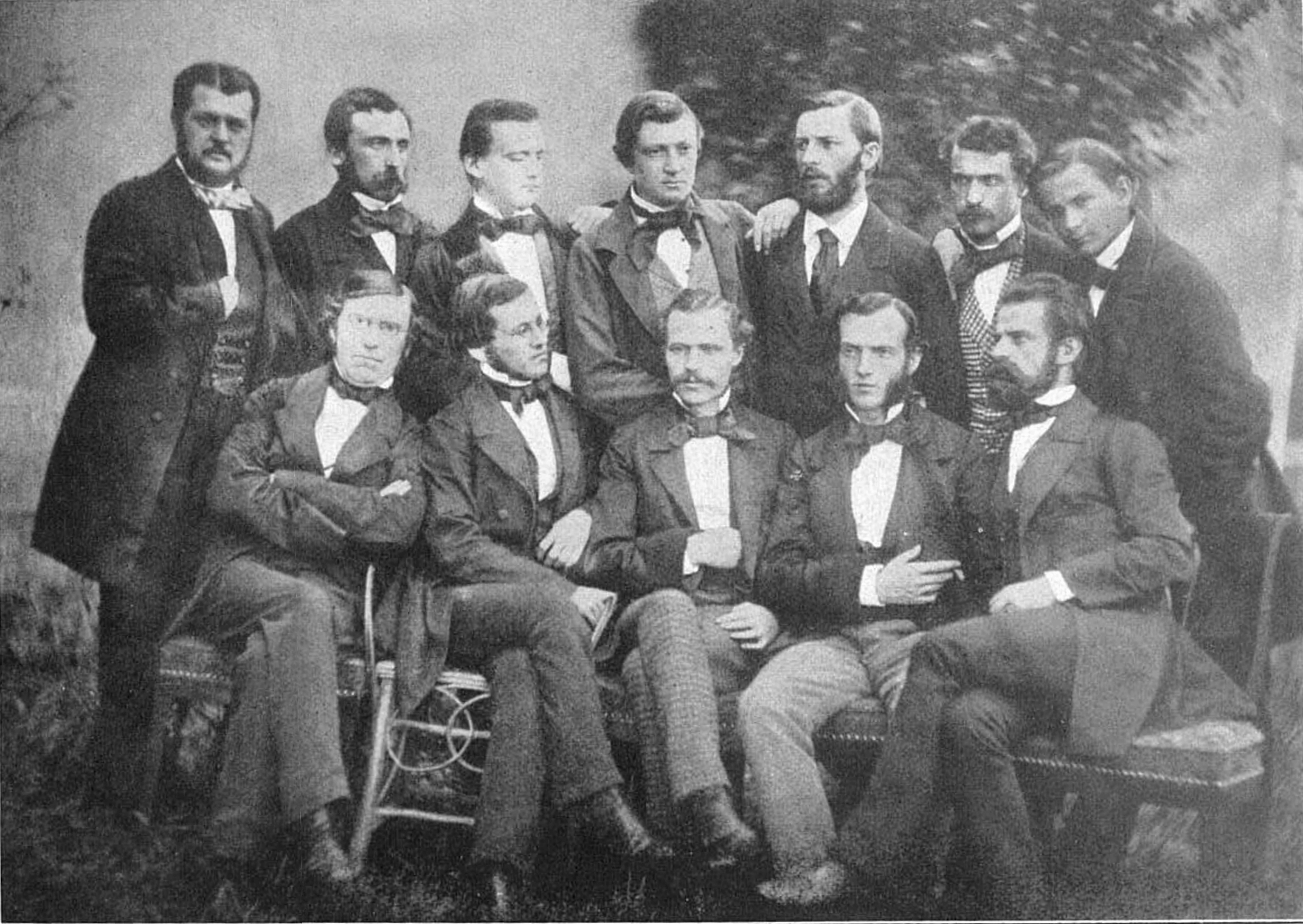
Von Pebal (r.u.) bei Bunsen in Heidelberg 1857

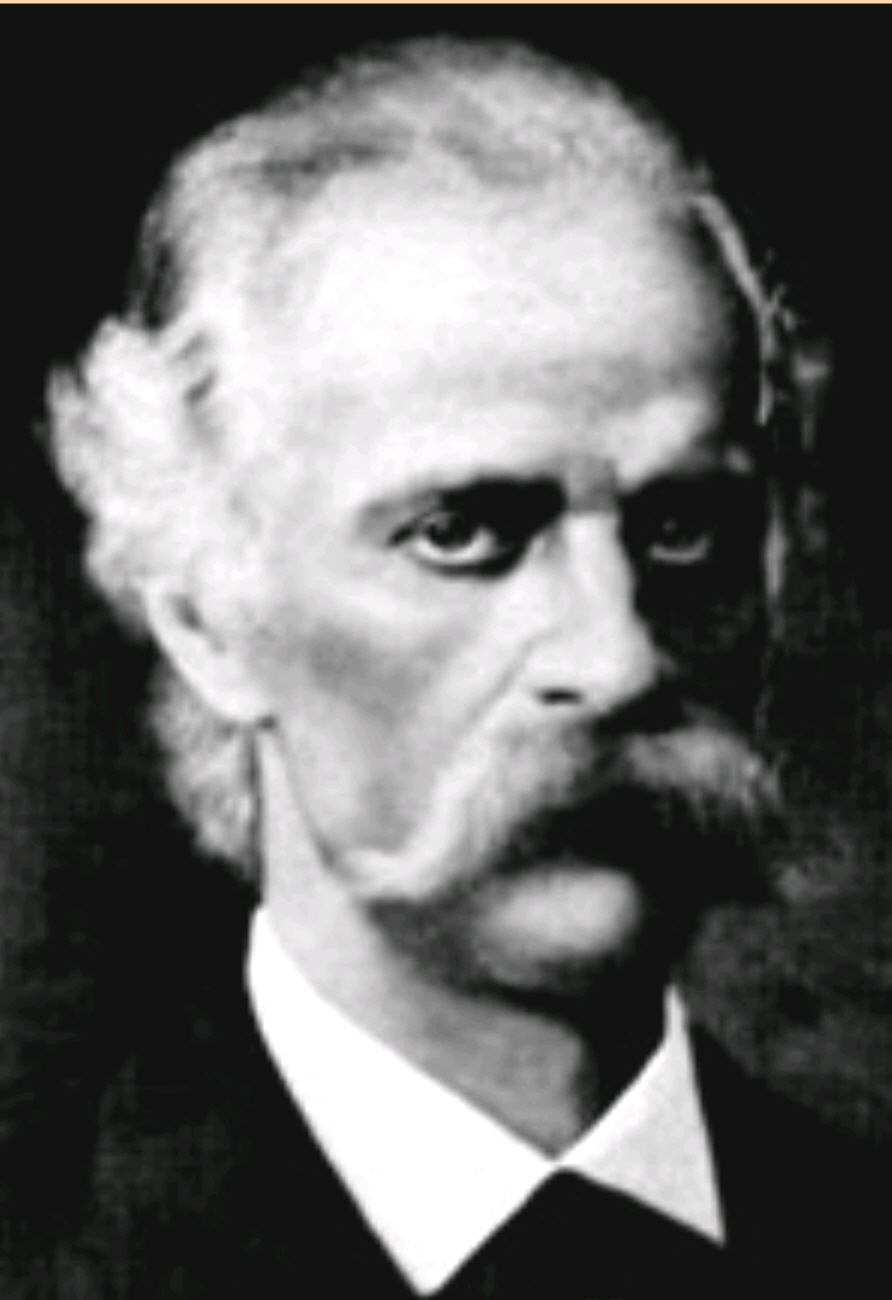
von Pebal ca. 1880

Leopold von Pebal (* 29. Dezember 1826 in Seckau; † 17. Februar 1887 in Graz) war ein österreichischer Chemiker.

## Leben und Werk
Pebal studierte an der Technischen Hochschule Graz zunächst Jura und erst später Chemie. Dort promovierte er 1851 und hielt sich danach zu Forschungszwecken bei mehreren Größen seiner Zeit auf. Von 1857 bis 1865 hatte er den Chemielehrstuhl an der Universität Lemberg inne und wechselte dann an die Universität Graz. Dort baute er das Grazer chemische Institut auf, das auch anderen Universitäten wie Berlin, Zürich oder Straßburg als Vorbild diente.
Pebals weitgespanntes Forschungsgebiet reichte von der Physikalischen bis zur Organischen Chemie, er befasste sich u. a. mit der Elektrochemie, Chloroxiden und der Chemie der Zitronensäure. Im Jahr 1886 wurde er zum Mitglied der Leopoldina gewählt.
Pebal wurde 1887 von einem Laboranten ermordet. Nach ihm ist in Leoben die Pebalstraße benannt, im Grazer Bezirk Ries der Peball(!)weg.